# Francesco Antonio Pistocchi
Francesco Antonio Mamiliano Pistocchi (kallad Pistocchino), född 1659 i Palermo, död den 13 maj 1726 i Bologna, var en italiensk musiker, stiftare av den berömda sångskolan i Bologna.
Pistocchi försökte sig en tid som operasångare, ingick i oratorianernas orden samt blev kapellmästare i Ansbach 1697, i Venedig 1699 och i Wien 1700. Redan 1692 blev han intagen i filharmoniska akademien i Bologna, och där skall han omkring 1700 ha inrättat sin epokgörande sångskola, i vilken för första gången sångundervisning meddelades fullt metodiskt i skilda klasser och ur vilken den klassiska italienska sångkonsten framgick för att fortleva halvtannat århundrade, Pistocchi uppträdde även som kompositör med operor, oratorier, arior, duetter med mera.